# 1888 en chimie
Cet article présente les faits marquants de l'année 1888 en chimie.

## Évènements
- Un chimiste de l'Académie navale d'Annapolis (États-Unis), Charles Edward Munroe, découvre en étudiant la nitrocellulose que l'effet perforant est démultiplié lorsque la charge est confinée dans un réceptacle concave (effet Munroe)[1].
- 7 décembre : John Boyd Dunlop obtient un brevet pour un pneu en caoutchouc avec valve et chambre à air[2]. La firme Dunlop est fondée en 1889.
- La loi de dilution d'Ostwald est énoncé par le chimiste Wilhelm Ostwald[3].

## Publications
- Henri Le Chatelier, Recherches expérimentales et théoriques sur les équilibres chimiques, Paris, Dunod, 1888
- Charles Edward Munroe : Lectures on Chemistry and Explosives.

## Prix
- Médaille Davy : William Crookes pour ses recherches sur le comportement de substances sous l'influences d'une décharge électrique dans le haut vide[4],[5].

## Naissances
- 27 janvier[6] : Victor Goldschmidt (mort en 1947), chimiste norvégien.
- 27 décembre[7] : Ernst Rothlin (mort en 1972), chimiste et pharmacologue suisse.

## Décès
- 16 avril[8] : Zygmunt Wróblewski (né en 1845), physicien et chimiste polonais.
- 26 mai
  - Frédéric Alphonse Musculus[9] (né en 1829), chimiste français.
  - Ascanio Sobrero[10] (né en 1812), chimiste italien.
- 19 juillet : Henri Debray[11] (né en 1827), chimiste français.